# MathWorld
MathWorld是線上數學百科全書，由沃夫朗研究公司（Wolfram Research inc.，WRI）贊助和享有版权，大部分由埃里克·韦斯坦因创建和编写。沃夫朗研究公司即是全球闻名的数学软件Mathematica的生产商。MathWorld亦有接受美國国家科学基金会的美国國家科學數碼圖書館承認的伊利諾大學厄巴納-香檳分校支持。

## 歷史
埃立克·魏爾斯史甸是該網的作者，原為物理和天文學生，有記錄數學筆記的習慣。1995年他將筆記放上網並稱之為「Eric's Treasure Trove of Mathematics」。那裡有許多文章，包涵了很大範圍的數學主題。那時，它譽為網上最好的獨立數學資源，很受歡迎。1998年，魏爾斯史甸和 CRC Press 聯絡，將網站內容出版為書本和CD-ROM，以「CRC Concise Encyclopedia of Mathematics」為題，其時免費網上版本只部分開放。1999年魏爾斯史甸加入WRI，WRI將該網站重新命名為 MathWorld 並放在公司网站 http://mathworld.wolfram.com （Archive.today的存檔，存档日期2000-02-29 ）而且不设访问权限。

## CRC 纠纷
2000年，CRC Press控告WRI、WRI主席史蒂芬·沃爾夫勒姆及魏爾斯史甸，因為他們違反合約：MathWorld的內容只能在紙上出現。MathWorld在訴訟期間暫時關閉。WRI給了CRC Press一笔數目不详的金錢，庭外解決。这个案件在在线出版界引起不小的波浪。
MathWorld的暫時關閉令很多人嘗試編寫其他免費的網上數學百科全書，例如PlanetMath和維基百科。

## 對手
某些數學圈子，特別是usenet社群sci.math，對MathWorld的文章品質有微言。

## 外部連結
- MathWorld Archive.today的存檔，存档日期2000-02-29